# Radio倶楽部
Radio倶楽部（らじおくらぶ）は、東北放送（TBCラジオ）で放送されていたラジオ番組である。2008年10月8日放送開始、2020年9月26日放送終了。通算放送回数は1345回に及んだ。

## パーソナリティ
安田立和（やすだ・りゅうか、元東北放送アナウンサー）
- 2012年2月20日に安田が病気休養に入り、2月24日に2月27日からの番組の休止が発表された。約1月後の3月27日より番組が再開され安田が復帰した。
- 新型コロナウイルス感染症の流行で2020年4月に日本政府が緊急事態宣言を発令したことに関連して、2020年4月11日から5月16日まで安田も番組を実質休養し、5月23日より復帰した。

## 放送時間
ナイターオフシーズンは毎週火～金曜日 18:00～18:30
（18:20頃に交通情報が挿入される）
ナイターシーズン中は次のとおり。
- 2020年1月～毎週土曜日18:00～19:00
- 2014年4月～9月までは毎週土曜日 18:00～19:00
- 2012年4月～9月、2013年4月～9月は毎週日曜日 17:05～18:00
- 2011年4月～9月までは毎週土曜日 18:00～19:00、毎週日曜日 17:30～18:30
- 2010年4月～9月までは毎週土～日曜日 20:00～21:00
- 2009年4月～9月までは毎週日曜日 19:00～21:00

・2020年9月26日（土）の放送をもって番組打ち切り。
いずれの場合も、「TBCパワフルベースボール」が放送の場合は休止や、放送時間の変更が発生する。

## 内容
- 基本的には洋楽のリクエストプログラムである。中でも1950年代～60年代前半の英米のポップス（いわゆるオールディーズ）のオンエア率が比較的高い。
- 安田のワンマンDJによる生放送である。そのため安田が入院中だった2012年2月21日から24日までは鈴木俊光が代理DJを務め、2月28日から3月23日の放送を休止した。
- 2020年4月11日放送から5月16日までは須口まきが代理で担当していた。こちらは1970年代～80年代の英米のポップス、ロックのオンエア率が比較的高かった。